# The Book of Traps and Lessons
The Book of Traps and Lessons — третий студийный альбом британского музыканта и поэта Кейя Темпеста. Он был выпущен 14 июня 2019 года. По словам Эл Ханта из NME: «Фигуры, наиболее близкие к главной героине этой пластинки, постоянно принимают форму корявых деревьев: пальцы рук превращаются в тонкие веточки, а голые пальцы ног пускают корни. И единение — это сила, которая постоянно поддерживает The Book of Traps and Lessons, несмотря на антиутопических солдат, марширующих по её залитым водой пейзажам». Тексты песен, исполненные устным словом, наполнены надеждой и любовью, отражающими трудности современного общества.

## Отзывы
| Совокупная оценка | Совокупная оценка |
| Источник          | Оценка            |
| ----------------- | ----------------- |
| AnyDecentMusic?   | 7.8/10            |
| Metacritic        | 84/100            |
| Оценки критиков   |                   |
| Источник          | Оценка            |
| AllMusic          | [ 5 ]             |
| DIY               | [ 6 ]             |
| The Guardian      | [ 7 ]             |
| The Independent   | [ 8 ]             |
| Mojo              | [ 9 ]             |
| NME               | [ 10 ]            |
| The Observer      | [ 1 ]             |

Альбом получил положительные отзывы музыкальной критики и интернет-изданий.
По данным агрегатора рецензий Metacritic, рейтинг диска Let Them Eat Chaos составляет 84 из 100, что означает «всеобщее признание»
Тимоти Монджер из AllMusic отметил что «Суровый, интимный и полный непростых истин, альбом Темпест словно зеркало, открывающее наши самые уязвимые отражения. Автор с поразительной интуицией исследует внутренние диалоги, саморазрушительные привычки и прекрасные безумства человеческой натуры и выплёвывает их нам обратно в моменты предостережения, узнавания и ясности. Спустя почти три года после аналогичного по значимости альбома 2016 года Let Them Eat Chaos, альбом The Book of Traps and Lessons обращается к ещё более мрачному моменту, затрагивая темы безудержного расизма, эскапизма в социальных сетях, политического раскола, изменения климата и продолжающихся проблем Великобритании после Brexit. Хотя каждая из этих тем присутствует в этом цикле из 11 песен, их актуальность уравновешивается сохраняющимися чувствами солидарности и любви. На фоне элегантно минималистичного фортепиано, органов, струнных и текстурированных битов, созданных давним соавтором Дэном Кэри и гидом по тональному полю Риком Рубином, Темпест проникает в микрофон своим фирменным нюансом, плавно переходя от устной речи к рэпу, когда каждая песня плавно переходит в следующую. Он играет роли рассказчика, исповедника, доверенного лица и пророка, предупреждая, что „мы должны поститься два дня из семи, спать по очереди с другими, кто делит с нами дом“, но вместо этого „онлайн, выплёскивая своё возмущение, уча будущее, что жизнь — это представление и тщеславие“. Талант Темпеста в литературном мире как поэта, прозаика и драматурга был по праву оценён, но он по-прежнему на высоте как исполнитель, демонстрируя свои произведения устно, делая паузы, вздрагивая при необходимости, формулируя вопросы, вызывая гнев, а затем позволяя игле опуститься точно в ритм. В эмоциональном плане ему есть что разобрать, но потребность чувствовать и глубже вникать — один из его главных принципов, и этот мощный альбом — урок, который стоит усвоить».

## Список композиций
| №   | Название                 | Длительность |
| --- | ------------------------ | ------------ |
| 1.  | «Thirsty»                | 3:26         |
| 2.  | «Keep Moving Don't Move» | 5:49         |
| 3.  | «Brown Eyed Man»         | 3:05         |
| 4.  | «Three Sided Coin»       | 4:02         |
| 5.  | «I Trap You»             | 3:32         |
| 6.  | «All Humans Too Late»    | 3:06         |
| 7.  | «Hold Your Own»          | 4:07         |
| 8.  | «Lessons»                | 4:04         |
| 9.  | «Firesmoke»              | 3:34         |
| 10. | «Holy Elixir»            | 4:56         |
| 11. | «People's Faces»         | 5:17         |

## Чарты
| Чарт (2019)                          | Высшая позиция |
| ------------------------------------ | -------------- |
| Бельгия/Фландрия (Ultratop)          | 29             |
| Швейцария (Schweizer Hitparade)      | 31             |
| Великобритания (UK Albums Chart)     | 30             |
| Великобритания (UK R&B Albums Chart) | 1              |